# Laila Halaby
Laila Halaby es una escritora de ficción libanesa nacida en 1966 en Beirut, Líbano, conocida por su obra Once In A Promised Land, la historia de una pareja de Jordania y ambientada en los primeros días después del ataque del 11 de septiembre. Actualmente sigue trabajando como escritora y es consejera en el Centro médico de la Universidad de Arizona.

## Biografía
Halaby nació en el Líbano en 1966, pero emigró a Estados Unidos cuando era un bebé. Es hija de un padre jordano y una madre estadounidense. Habla cuatro idiomas y ha viajado ampliamente por Oriente Medio. Más tarde se casó con Raik Zaghloul y tuvo dos hijos.
Halaby creció principalmente en Arizona, donde sintió por primera vez la atracción de dos culturas en conflicto, encontrando consuelo en el medio. "Mi padre siempre vivió en Jordania, mi madre siempre vivió en los Estados Unidos, así que nunca me he sentido árabe-americano. Me siento como si fuera árabe y me siento como si fuera estadounidense, pero el guión se me ha perdido. Aunque siento que el guión también es donde vivo, ¿sabes? Es gracioso".
En el guion también se centra gran parte del trabajo de Halaby. Muchos de sus personajes son palestinos, un hecho que atribuye a su tiempo dedicado a entrevistar a niños palestinos sobre su folclore y cómo se transmite, así como a un espíritu afín que siente con los palestinos basado en sus experiencias compartidas de falta de lugar. "No es que tuviera la experiencia de un refugiado, pero realmente puedo entender lo que es que se le niegue el lugar por situaciones que no se pueden tocar. Y simplemente vives con ello. Y luego encuentras la belleza en ella".
Escribir ayudó a Halaby a encontrar esa belleza, a encontrar su lugar. A ella, escribir es donde pertenece. "Es una de esas cosas en las que a veces estoy trabajando en algo y me siento como en casa. Esa sensación cuando llegas a casa con la gente de tu familia y simplemente estás allí. Así es como me siento cuando lo hago bien por escrito".

## Estudios y vida profesional
Laila Halaby estudió en la Universidad de Washington, B.A. y recibió la beca Fullbright para estudiar un año en Jordania. Actualmente trabaja como consejera en el Centro médico de la Universidad de Arizona.

## Obra
Halaby se sintió atraída a escribir sobre la experiencia árabe-americana después de pasar un año en Jordania con una beca Fulbright. El resultado fue su primera novela, West of the Jordan. La novela revela la vida de cuatro primos que están creciendo en circunstancias diferentes y con cosmovisiones muy diferentes. Halaby creció en Arizona, pero durante una visita a su abuela en Jordania se da cuenta de que también tiene profundos vínculos con esa nación. Mawal está viviendo la vida de una joven tradicional en Cisjordania en el pueblo de Nawara. Otra prima, Soraya, se involucra en actividades rebeldes como californiana totalmente americanizada, y Khadija trágicamente retirada vive en Estados Unidos, pero todavía no puede escapar del abuso de su padre. Halaby no ofrece soluciones fáciles, ya que sus personajes buscan entenderse a sí mismos y a sus herencias culturales duales, ni sugiere que hacer una nueva vida en Estados Unidos inevitablemente traiga felicidad y liberación.
La próxima novela de Halaby, Once in a Promised Land, incorpora luchas culturales similares que enfrenta una pareja árabe-americana que vive en Tucson, Arizona, además de temas más adultos como la deshonestidad, el adulterio y la muerte.
La última obra de Haley, My Name On His Tongue, consiste en una colección de poemas que forman una memoria que sigue la vida de Halaby mientras exploran la desorientación del exilio, el desafío de navegar por dos culturas y la lucha por dar forma a su propia identidad creativa. Ella comparte las luchas de crecer, el deseo de pertenencia y el consuelo de la comunidad, con ternura y franqueza valiente. Enraizados en su herencia de Oriente Medio, estos poemas iluminan la experiencia árabe-americana durante el último cuarto de siglo. Alejándose de todo lo que es esotérico y remoto en la poesía estadounidense de hoy, la voz lúcida y directa de Halaby habla a y para una gran audiencia.

## Premios
- Beca Fullbright, c. 1987, para estudiar folclore en Jordania.
- Premio PEN Beyond Margins por West of the Jordan
- Medalla de plata para ficción literaria, Foreword Magazine, por West of the Jordan.